# Cue (bestand)
Een cue-bestand (ook wel cue-sheet genoemd) is een bestand waarin informatie in tekstuele vorm (ASCII) over een bijhorende cd staat (vb: nummer, artiest, cd-titel, ..). Daar een cue-bestand vooral gebruikt wordt bij lange onopgesplitste muziekmixen wordt er in het cue-bestand ook vermeld wanneer het volgende nummer begint. In deze mixen zijn verschillende nummers verwerkt door de dj, het zou nu dus handig zijn als deze verschillende nummers elk een apart Tracknummer zouden krijgen.
De overgang van het ene nummer naar andere gebeurt geruisloos bij cue-bestanden. De cd-speler speelt dus rustig door terwijl op het display het volgende nummer verschijnt.

## Geschiedenis
De cue-bestandsextensie is ontstaan samen met cd-brandprogramma’s zoals CDRWin. Toen harde schijven en processors aanzienlijk trager waren dan vandaag, was het gebruikelijk cd’s in 2 fases te creëren. De eerste fase was het maken van een imagebestand dat de ruwe data voor de cd omvatte en een bijhorend cue-bestand dat het programma vertelde wat voor data de image bevatte. In de volgende fase werd de inhoud van het imagebestand naar de cd geschreven en waar nodig werd er gesplitst in verschillende nummers. Het voordeel van deze aanpak was de verhoogde stabiliteit. Aangezien de cd-schrijvers vroeger niet beschikten over grote geheugenbuffers was het zeer belangrijk dat de computer data leverde aan een stabiele snelheid. Zo was het dus uitgesloten om de trage computer de harde schijf te laten afzoeken naar de gewenste bestanden. Hiervoor was de aanpak met het cue-bestand de oplossing.

## Werking
Een cue-bestand moet gezien worden als een stukje informatie dat aan een programma wordt meegegeven om te weten waar hij een nieuw nummer moet laten beginnen. Het is dus een hulpbestand. Dit bestand moet niet op de cd gebrand worden.
Een groot muziekbestand in mp3-formaat zou in één geheel op een schijf gebrand kunnen worden, maar dan is het onduidelijk welke nummers er op de cd staan en ook vrij moeilijk om naar een volgend nummer te navigeren. Als er een cue-bestand voorhanden is kan het grote bestand echter opgesplitst worden per nummer met een brandprogramma.

## Voorbeeld
```
 REM GENRE "Game"
 REM DATE 2019
 REM DISCID ********
 REM COMMENT "ExactAudioCopy v1.3"
 PERFORMER "Hiroyuki Sawano"
 TITLE "PROMARE ORIGINAL SOUNDTRACK"
 REM COMPOSER ""
 REM DISCNUMBER 1
 REM TOTALDISCS 1
 FILE "1-01 Inferno.flac" WAVE
  TRACK 01 AUDIO
   TITLE "Inferno"
   PERFORMER "Hiroyuki Sawano"
   REM COMPOSER ""
   ISRC JPE301900521
   INDEX 01 00:00:00
 FILE "1-02 PRO--MARE.flac" WAVE
  TRACK 02 AUDIO
   TITLE "PRO//MARE"
   PERFORMER "Hiroyuki Sawano"
   REM COMPOSER ""
   ISRC JPE301900522
   INDEX 01 00:00:00
 FILE "1-03 GAL-OTHY-MOS.flac" WAVE
  TRACK 03 AUDIO
   TITLE "GAL-OTHY-MOS"
   PERFORMER "Hiroyuki Sawano"
   REM COMPOSER ""
   ISRC JPE301900523
   INDEX 01 00:00:00
 FILE "1-04 Λsʜᴇs.flac" WAVE
  TRACK 04 AUDIO
   TITLE ".s..s"
   PERFORMER "Hiroyuki Sawano"
   REM COMPOSER ""
   ISRC JPE301900524
   INDEX 01 00:00:00
  TRACK 05 AUDIO
   TITLE "WORLDBIGFLAMEUP"
   PERFORMER "Hiroyuki Sawano"
   REM COMPOSER ""
   ISRC JPE301900525
   INDEX 00 02:20:11
 FILE "1-05 WORLDBIGFLAMEUP.flac" WAVE
   INDEX 01 00:00:00
 FILE "1-06 PROMARETHEME.flac" WAVE
  TRACK 06 AUDIO
   TITLE "PROMARETHEME"
   PERFORMER "Hiroyuki Sawano"
   REM COMPOSER ""
   ISRC JPE301900526
   INDEX 01 00:00:00
 FILE "1-07 BangBangBUR!...n.flac" WAVE
  TRACK 07 AUDIO
   TITLE "BangBangBUR!...n?"
   PERFORMER "Hiroyuki Sawano"
   REM COMPOSER ""
   ISRC JPE301900527
   INDEX 01 00:00:00
 FILE "1-08 NEXUS.flac" WAVE
  TRACK 08 AUDIO
   TITLE "NEXUS"
   PERFORMER "Hiroyuki Sawano"
   REM COMPOSER ""
   ISRC JPE301900528
   INDEX 01 00:00:00
 FILE "1-09 BAR2tsuSH.flac" WAVE
  TRACK 09 AUDIO
   TITLE "BAR2tsuSH"
   PERFORMER "Hiroyuki Sawano"
   REM COMPOSER ""
   ISRC JPE301900529
   INDEX 01 00:00:00
```

## Software
Onderstaande software kan overweg met cue-bestanden:.
- FEURIO[1] is een programma gespecialiseerd in het branden van audio-cd's. De mp3 kan snel beluisterd worden en er kan gekeken worden of de cue-file goed is voordat de cd wordt gebrand.
- CDRWIN[2], een brandprogramma voor allerlei soorten cd’s.
- Nero, een brandprogramma voor data-cd's.
- BURRRN[3] is een brandprogramma. Een cue-file kan via drag-and-drop in het venster gesleept worden, waarna op 'Burrrn' geklikt dient te worden om de cue-file in te lezen en aansluitend daarna het branden te starten.

Losse mp3-bestanden creëren zonder deze direct te branden op een schijf kan met volgende programma's:
- Musiccutter (Windows) MusiCutter
- MP3directcut (Windows) MP3directcut
- X Lossless Decoder (OSX) XLD